# Доњи Раковац (Добој)
Доњи Раковац је насељено мјесто у граду Добој, Република Српска, БиХ. Према попису становништва из 1991. године, у насељу је живјело 578 становника.

## Географија
Налази се на Озрену.

## Историја
Насеље Доњи Раковац се до рата у Босни и Херцеговини 1992–1995. у цјелини налазило у саставу општине Маглај.

## Становништво
| Националност       | 1991.        | 1981.        | 1971.        | 1961. |
| Срби               | 555 (96,02%) | 657 (97,62%) | 687 (98,28%) | –     |
| Југословени        | –            | 3 (0,44%)    | 4 (0,57%)    | –     |
| Хрвати             | –            | 2 (0,29%)    | –            | –     |
| Муслимани          | –            | 1 (0,15%)    | 3 (0,43%)    | –     |
| остали и непознато | 23 (3,98%)   | 10 (1,48%)   | 5 (0,71%)    | –     |
| Укупно             | 578          | 673          | 699          | –     |

| Демографија | Демографија | Демографија |
| Година      | Становника  | Становника  |
| ----------- | ----------- | ----------- |
| 1961.       | 831         |             |
| 1971.       | 699         |             |
| 1981.       | 673         |             |
| 1991.       | 578         |             |